# Chris Cross

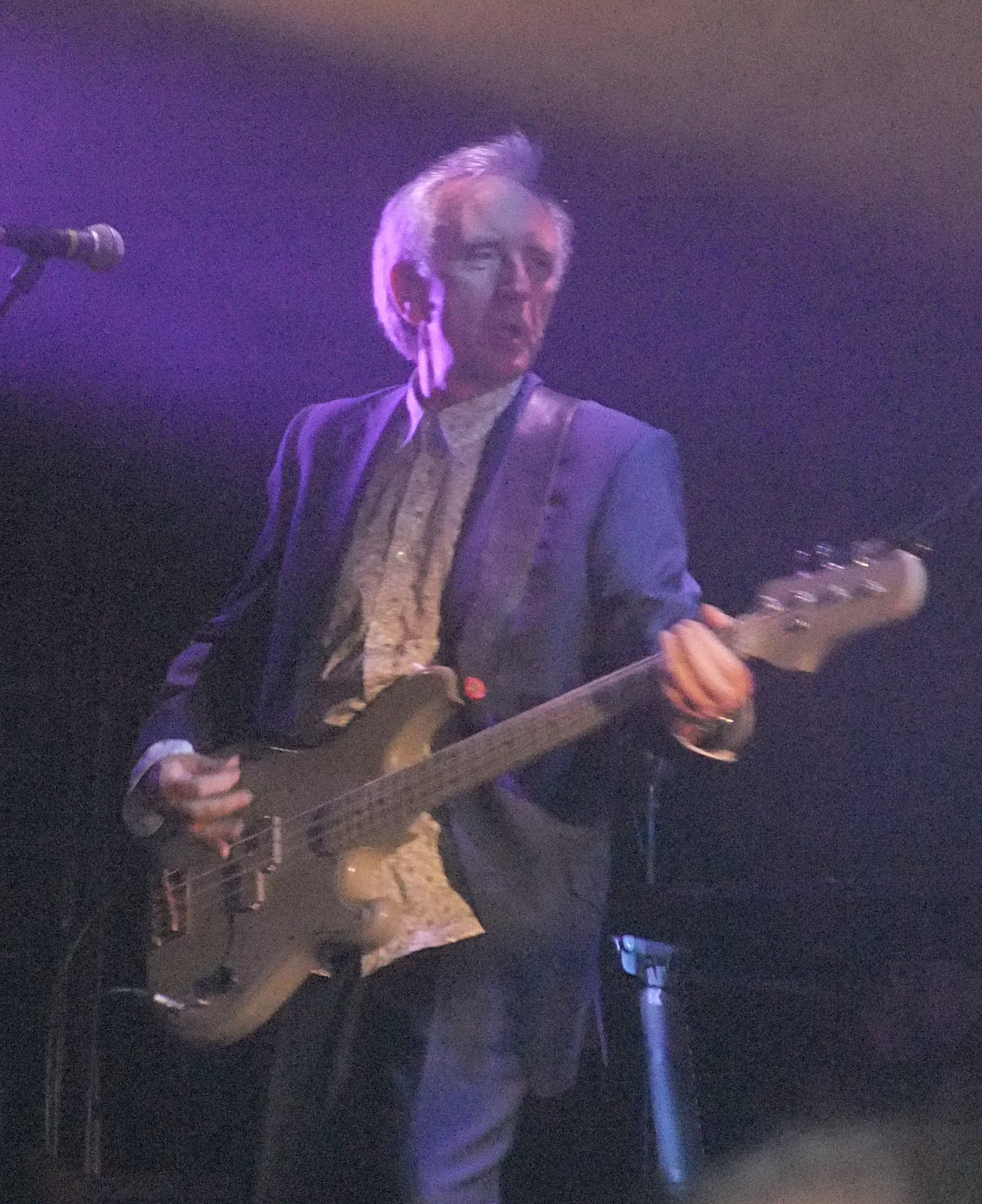
Chris Cross 2009.

Chris Cross, född Christopher Thomas Allen 14 juli 1952 i Tottenham i London, död 25 mars 2024, var en brittisk basgitarrist i bandet Ultravox. Under en kort tid i mitten av 1970-talet, när Ultravox hette Tiger Lily, kallade han sig även för Chris St. John.[källa behövs]
Influerad av Desmond Dekker och Small Faces började Chris Cross sin karriär med att spela i olika lokala band och gick sedan med i bandet Stoned Rose. 1974 gick han med i bandet Tiger Lily som senare bytte namn till Ultravox. Med Midge Ure som sångare hade gruppen sina största framgångar under 1980-talets första hälft med hitlåtar som "Vienna" och "Dancing with Tears in My Eyes" som Cross var medkompositör till. Tillsammans med Ure regisserade Cross även musikvideor.
Efter att gruppen splittrades 1986 arbetade Cross som psykoterapeut, vilket han studerat till på college innan tiden med Ultravox. Sedan 2009 var han tillbaka i den återförenade 1980-talsupplagan av bandet.
Hans bror, Jeff Allen, spelade trummor i gruppen Hello på 1970-talet.[källa behövs]

## Referens
1. 1 2 3  ”Chris Cross i Ultravox död – blev 71 år”. https://www.aftonbladet.se/a/BW7GbE. Läst 2 april 2024.